# Réplication (statistique)
Pour les articles homonymes, voir Réplication.
En statistique, la réplication est la répétition des conditions d'une expérience, de sorte que la variabilité associée au phénomène puisse être estimée.
La réplication des résultats se distingue de leur reproduction ; la réplication implique qu'une équipe indépendante répète le même processus, y compris la collecte de nouvelles données, afin de vérifier si elle obtient les mêmes résultats. La reproductibilité est normalement vérifiée avant la publication des résultats, alors que la réplicabilité fait suite à la publication initiale.
La « crise de réplication » (ou crise de la reproductibilité), un terme inventé en psychologie au début des années 2010 puis utilisé dans de nombreuses autres disciplines, concerne l'impossibilité de répliquer des études considérées comme très importantes.